# Anchor Bay
Anchor Bay (dawniej Anchor Bay Settlement) – jednostka osadnicza w hrabstwie Mendocino, w Kalifornii (Stany Zjednoczone), na wysokości 32 m. Znajduje się 5,6 km na zachód od Gualala.